# Moondog
Moondog, właśc. Louis Thomas Hardin (ur. 26 maja 1916 w Marysville, Kansas, USA, zm. 8 września 1999 w Münster, Niemcy) – niewidomy amerykański muzyk, kompozytor i poeta.

## Życiorys
Louis Hardin urodził się 26 maja 1916 r. w Marysville w stanie Kansas. W wieku 16 lat stracił wzrok od wybuchu zapalnika dynamitu. Jednak już rok później zaczął naukę gry na skrzypcach i wiolonczeli w Iowa School of Blind i postanowił zostać kompozytorem.
W 1943 r. przybył do Nowego Jorku. Przez następnych 30 lat prowadził życie ulicznego dziwaka i poety, przebywając najczęściej w okolicach 6 Alei. Był znany także ze swojego wizerunku, a zwłaszcza rogatego hełmu wikinga, który stale nosił. Stał się sławny wśród nowojorskiego środowiska muzycznego, zwłaszcza jazzowego. Pierwsze nagrania zostały zarejestrowane dzięki Arturowi Rodzińskiemu, dyrygentowi New York Philharmonic.
W 1947 r. Louis Hardin zaczął używać imienia Moondog, na pamiątkę swego psa, który wył podczas pełni księżyca.
Nagrywał ze znacznym powodzeniem kompozycje z pogranicza muzyki poważnej, rocka i jazzu dla wytwórni CBS, Prestige, Epic, Angel i Mars. Współpracował m.in. z Charlesem Mingusem i Allenem Ginsbergiem. Jeden z jego utworów – All Is Loneliness – nagrała Janis Joplin (album Big Brother & the Holding Company z 1967 r.).
W 1974 r. Moondog wyjechał do Niemiec zachodnich na koncerty. Następne kilkanaście lat spędził w Europie. Koncertował i nagrywał kolejne płyty.
Zmarł na atak serca w 1999 r.

## Dyskografia

### Wczesne nagrania

#### Single
- Snaketimes Rhythm 1949-1950 SMC
- Moondog's Symphony 1949-1950 SMC
- Organ Rounds 1949-1950 SMC
- Oboe Rounds 1949-1950 SMC
- Surf Session ok. 1953 SMC
- Caribea Sextet / Oo Debut 1956 Moondog Records

#### EP
- Moondog on the Streets of New York 1953 Decca/Mars
- Moondog and His Honking Geese 1955 Moondog Records

#### LP
- Improvisations at a Jazz Concert 1953 Brunswick
- Moondog and His Friends 1953 Epic (reedycja jako Jazztime USA vol. 2 w 1955 przez Brunswick)
- Moondog 1956 Prestige
- More Moondog 1956	Prestige
- The Story of Moondog 1957 Prestige
- Tell It Again (z Julie Andrews) 1957 Angel/Capital

#### Składanki
- New York 19 1954 Folkways
- Music in the Streets 1954 Folkways

### Późne nagrania

#### Single
- Stamping Ground Theme 1970 CBS

#### LP
- Moondog (inny album niż z roku 1956) 1969 Columbia
- Moondog II 1971 Columbia
- Moondog in Europe	1977 Kopf
- Moondog – Selected Works 1978 Musical Heritage Society
- H'Art Songs 1978 Kopf
- A New Sound of an Old Instrument 1979 Kopf
- Bracelli 1986 Kakaphone

#### Kasety
- Facets 1981 Managarm

#### CD
- Elpmas 1992 Kopf
- Moondog + Moondog II 1992	Columbia
- Big Band 1995 Trimba
- Alphorn of Plenty	1995 Hat Art
- To a Grain of Rice 1996	Paradise Records
- Sax Pax For a Sax	z London Saxophonic 1997 Kopf

- Moondog Vol. 1 & 2 2000 Beat Goes On
- The German Years 1977-1999 2004 ROOF Music
- Un hommage a moondog 2005 trAce label
- Bracelli und Moondog 2005 Laska Records
- Rare Material 2006 ROOF Music

#### Składanki
- Fill Your Head With Rock 1970 CBS
- The Big Lebowski soundtrack 1998 Mercury
- Fsuk Vol. 3: The Future Sound of the Unitied Kingdom 1998 Fsuk
- Miniatures 2 2000 Cherry Red